# Bogomilismo
O bogomilismo (de Bogomil, idioma proto-eslávico *bogъ ("Deus") e *milъ ("querido") foi uma seita gnóstica cristã fundada durante o Primeiro Império Búlgaro pelo padre Bogomil durante o reinado de Pedro I da Bulgária no século X. Surgida provavelmente em torno do que hoje é a Macedônia como uma resposta à estratificação social ocorrida como resultado da introdução do feudalismo e como uma forma de movimento político opositor ao Estado búlgaro e a Igreja.
Os membros do bogomilismo são referidos como Babuni em diversos documentos. Topônimos que incluem o rio Babuna, o monte Babuna, a cachoeira de Bogomil e a aldeia Bogomila, todos na região de Azot, hoje onde é a Macedônia, sugere que o movimento foi muito ativo nesta região.
Para os bogomilos, o Deus criador do espírito diferenciava-se claramente do Deus criador da matéria. Eles seguiam as mesmas teorias pregadas pelo paulicianos como a igualdade social e o afastamento dos pobres do domínio do clero e da nobreza. No século seguinte, o bogomilismo se difundiu na região dos Bálcãs até a fronteira com Bizâncio sendo fortemente perseguidos pelos soberanos búlgaros e pelos imperadores bizantinos, os bogomilos se espalharam por toda a Europa Central e Ocidental, onde foram alvo de repressão das autoridades católicas.

## A seita bogomilista

O desenvolvimento do bogomilismo

Entre as principais características da seita bogomilista destacam-se:
- Separação rígida entre o Deus criador do espírito e o Deus criador da matéria, este último sendo considerado de natureza malévola
- Observação das mesmas teorias pregadas pelos paulicianos como a igualdade social e o afastamento dos pobres do domínio do clero e da nobreza [4]
- Crença de que Cristo apenas parecia ser humano fisicamente
- Rejeição da Eucaristia e demais sacramentos, assim como relíquias e o uso de objetos materiais de veneração
- Ceticismo em relação ao Matrimônio
- Rejeição ao consumo de produtos de origem animal (vegetarianismo)

Um aspecto importante do bogomilismo é aceitação somente do Novo Testamento e o Livro de Salmos como suas escrituras.

## Guerra contra a Hungria

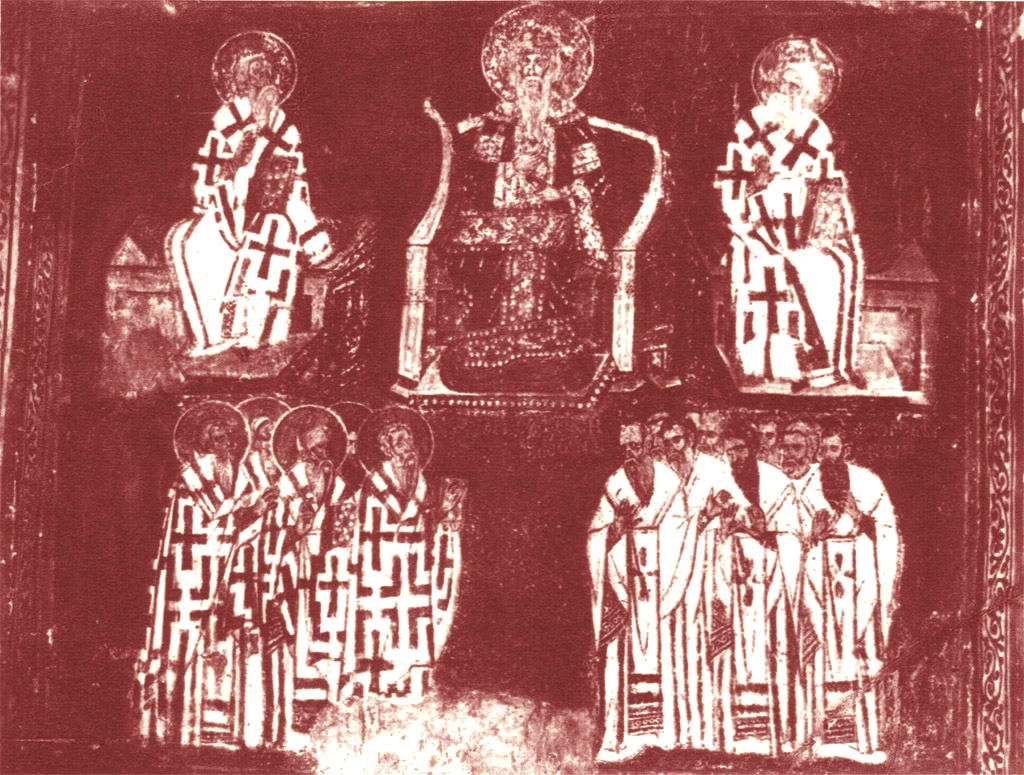
Concílio contra o bogomilismo, organizado por Estêvão Nêmania. Afresco de 1290

Em 1203, o papa Inocêncio III, com a ajuda do rei da Hungria, forçou um acordo com Ban Kulin para reconhecer a autoridade do papa e da religião: na prática, isso foi ignorado. Com a morte de Kulin em 1216, uma missão foi enviada para converter a Bósnia para o catolicismo, mas em vão. Em 1234, o bispo católico da Bósnia foi removido pelo papa Gregório IX por permitir práticas heréticas. Além disso, Gregório convocou a cruzada do rei húngaro contra os bogomilos. No entanto, os nobres bósnios foram capazes de expulsar os húngaros  Até então, a Bósnia não tinha sofrido com a inquisição franciscana imposta pela bula do papa Nicolau IV Prae cunctis.
Da Bósnia, a influência do bogomilismo estendeu-se à Itália (Piemonte). Os húngaros realizaram muitas cruzadas contra os hereges na Bósnia, mas no final do século XV, a conquista do país pelos turcos impossibilitou a ocorrência dessas cruzadas. Pouco ou nenhum vestígio do bogomilismo existe na Bósnia. O ritual escrito por Radoslav em língua eslava, e publicado no vol. XV do Starine of the South Slavonic Academy at Agram, mostra grande semelhança com o ritual dos cátaros publicado por Cunitz em 1853.
Em 1203, o rei da França, Roberto II mandou queimar na fogueira, em Orleães, uma dezena de hereges "maniqueístas", provavelmente bogomilos mais avançados ou, talvez, os primeiros cátaros. Um episódio análogo ocorreu em Milão por volta de 1208. Na Bósnia, o bogomilismo chegou a se tornar religião de Estado. Em 1203, no entanto, o soberano Kulin conseguiu manter-se no poder ao concordar em trocar a doutrina de Bogomilo pela católica romana e aceitar a tutela húngara.